# Wyspy Cooka na Mistrzostwach Świata w Lekkoatletyce 2019
Wyspy Cooka na Mistrzostwach Świata w Lekkoatletyce 2019 – reprezentacja Wysp Cooka podczas mistrzostw świata w Doha liczyła tylko jednego zawodnika, sprintera Tikove Piira.

## Skład reprezentacji

### Mężczyźni
| Zawodnik     | Konkurencja   | Preeliminacje | Preeliminacje | Eliminacje | Eliminacje | Półfinał | Półfinał | Finał | Finał   |
| Zawodnik     | Konkurencja   | Wynik         | Pozycja       | Wynik      | Pozycja    | Wynik    | Pozycja  | Wynik | Pozycja |
| ------------ | ------------- | ------------- | ------------- | ---------- | ---------- | -------- | -------- | ----- | ------- |
| Tikove Piira | Bieg na 100 m | 11,81 s       | 27.           | NQ         | NQ         | NQ       | NQ       | NQ    | NQ      |